# Laódice (filha de Príamo)
Na mitologia grega, Laódice é filha do herói Príamo e de sua segunda esposa Hécuba.
Possivelmente, há mais de uma Laódice, filha de Príamo, já que são mencionadas:
- uma esposa de Télefo, filho de Héracles e Auge[1].
- uma esposa de Helicaon, filho de Antenor[2][3]
- a mãe de Munitius, filho de Acamas, filho de Teseu[4]